# Slaget vid Stirling Bridge
Slaget vid Stirling Bridge var ett slag under första skotska frihetskriget. Den 11 september 1297 möter Andrew Morays och William Wallaces styrkor John de Warenne, 6:e earl av Surrey och Hugh de Cressinghams kombinerade engelska styrkor nära Stirling, vid River Forth. Den nuvarande Stirling Old Bridge är byggd på 1400- eller 1500-talet på samma plats där originalbron låg. Originalbron var byggd av timmer.

## Historia
I Stirling, Skottland, besegrades och tillintetgjordes en stor del av den engelska nordarmén under första skotska frihetskriget. Under William Wallaces ledning hade ett uppror startat i maj 1297. Engelsmännen sände en stor armé norrut för att kuva upproret. Vid Stirling Bridge förskräcktes de av brons ringa bredd; bara tre man kunde gå i bredd över bron samtidigt. Men engelsmännen började gå över och inga skottar fanns inom synhåll. Snart var halva den engelska armén över floden.
Då anföll Wallace med sina skottar i två armégrupper. Den ena skulle storma rakt in i engelsmännen och den andra skulle skära av deras flyktväg vid bron. Ett djärvt företag, då skottarna var sämre utrustade än engelsmännen och färre  trots att bara hälften av engelsmännen gått över bron.
Engelsmännen kom snabbt i underläge. Soldater trängdes på bron för att komma över, och flera ramlade i vattnet och drunknade på grund av dåliga simkunskaper och tung utrustning. Så snart engelsmännen var tillintetgjorda på skottarnas sida om floden, fortsatte de skotska krigarna ut på bron och slängde engelsmännen i vattnet. Flera tusen engelsmän flydde i rädsla och bron rasade  resten av den engelska armén flydde då i skräck.